# Seitaad
Seitaad ("písečné monstrum") byl rod prosauropodního plazopánvého dinosaura, žijícího v období rané jury na území dnešního Utahu (USA). Typovým druhem je S. ruessi, popsaný v roce 2010 na základě zkamenělin objevených v sedimentech geologického souvrství Navajo Sandstone v jižním Utahu. Jde o poměrně unikátní objev, neboť prosauropodi nejsou ze severoamerického kontinentu příliš dobře známí.

## Popis
Seitaad byl menším, štíhle stavěným prosauropodem s malou hlavou, dlouhým krkem i ocasem a soudkovitým trupem. Tento menší sauropodomorf dosahoval délky kolem 3 metrů a hmotnosti asi 70 kilogramů. Podle jiných odhadů dosahoval při třímetrové délce hmotnosti až 200 kilogramů.

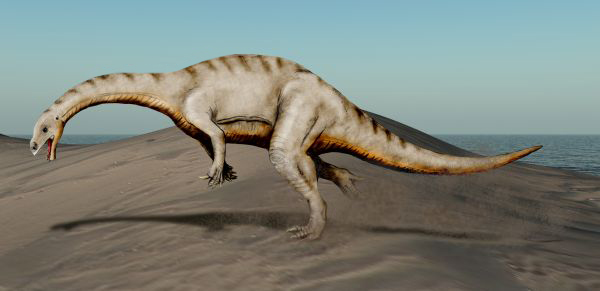
Seitaad - rekonstrukce vzezření